# Neozygites adjarica
Neozygites adjarica är en svampart som först beskrevs av Tsints. & Vartap., och fick sitt nu gällande namn av Remaud. & S. Keller 1980. Neozygites adjarica ingår i släktet Neozygites och familjen Neozygitaceae.   Inga underarter finns listade i Catalogue of Life.